# Memoriale sovietico (Schönholzer Heide)
Il Memoriale sovietico di Schönholzer Heide (in tedesco: Sowjetisches Ehrenmal in der Schönholzer Heide) è un memoriale situato a Berlino nel quartiere Niederschönhausen (distretto di Pankow); eretto nel periodo tra il maggio 1947 e il novembre 1949, copre un'area di 30.000 m².

## Descrizione
Il memoriale contiene il più grande cimitero sovietico di Berlino, che è anche il più grande cimitero russo in Europa al di fuori della Russia. Schönholzer Heide è stata una famosa area ricreativa durante XIX secolo, mentre durante la seconda guerra mondiale fu trasformata in un campo di lavoro. Dopo la guerra, la parte nord-occidentale dell'area fu utilizzata per costruire il terzo più grande monumento ai caduti sovietici a Berlino, insieme al Memoriale sovietico di Treptower Park e al Memoriale sovietico di Tiergarten.
Un gruppo di architetti sovietici composto da K. Solovjov, M. Belaventsev, V. Koroljov e lo scultore Ivan Pershudchev fecero il piano per il cimitero, dove sarebbero stati sepolti 13.200 degli 80.000 soldati sovietici caduti durante la Battaglia di Berlino . Su una parete attorno al monumento ci sono 100 tavole di bronzo in cui sono scritti i nomi, i ranghi e le date di nascita dei soldati che era possibile identificare. Questo gruppo costituisce circa un quinto dei soldati caduti. 
Su entrambi i lati dell'asse principale, dove alla sua estremità si trova un obelisco di 33,5 metri di sienite, sono collocate 8 camere funerarie dove sono sepolti 1.182 soldati. All'interno dell'obelisco sono sepolti due colonnelli sovietici. Una statua della personificazione di Madre Russia si trova di fronte all'obelisco e costituisce il principale punto focale del memoriale. Sulla base della statua, che è fatta di porfido nero, vi sono 42 tavole di bronzo su cui sono incisi i nomi degli ufficiali caduti. 

## Galleria d'immagini

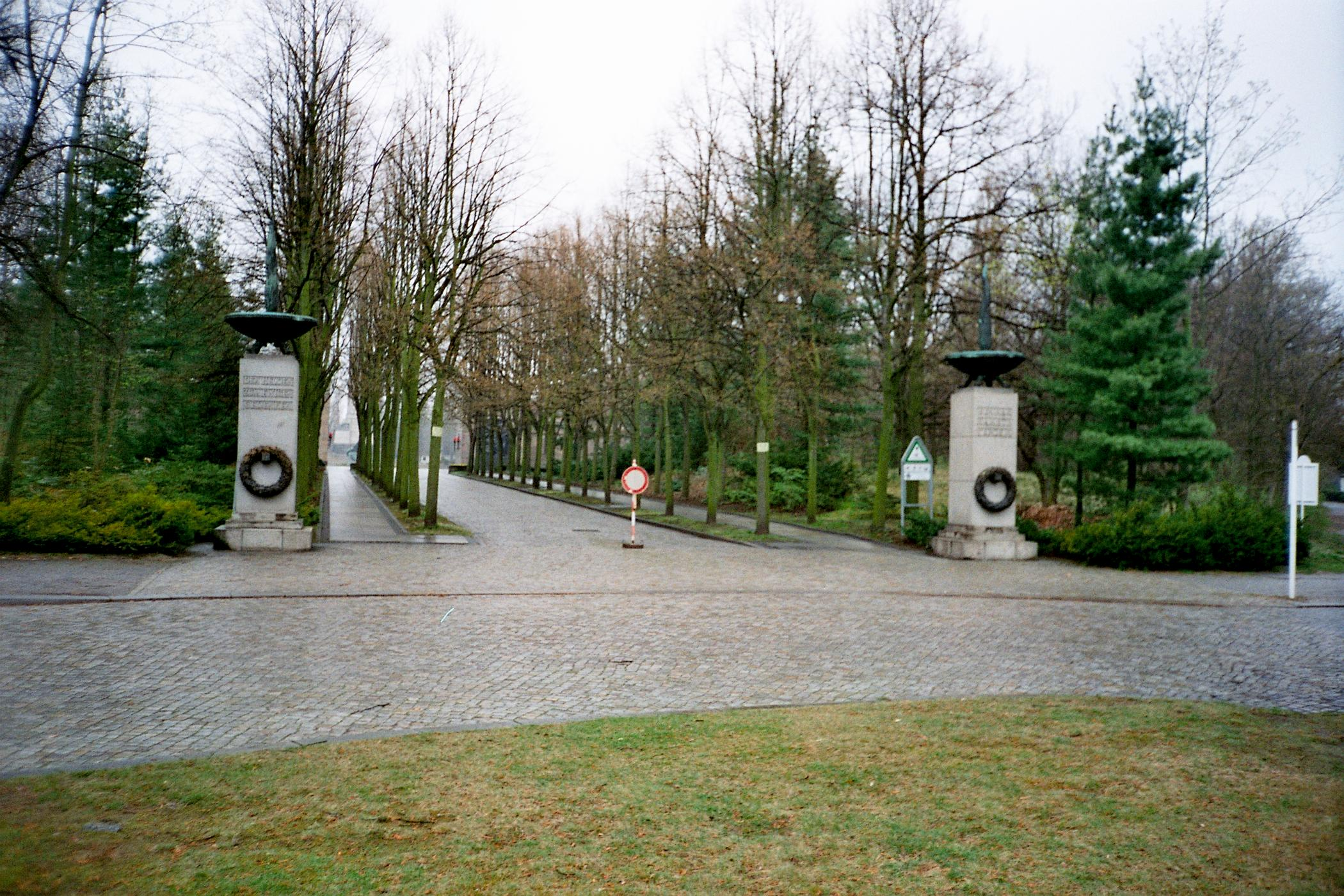
L'entrata principale.
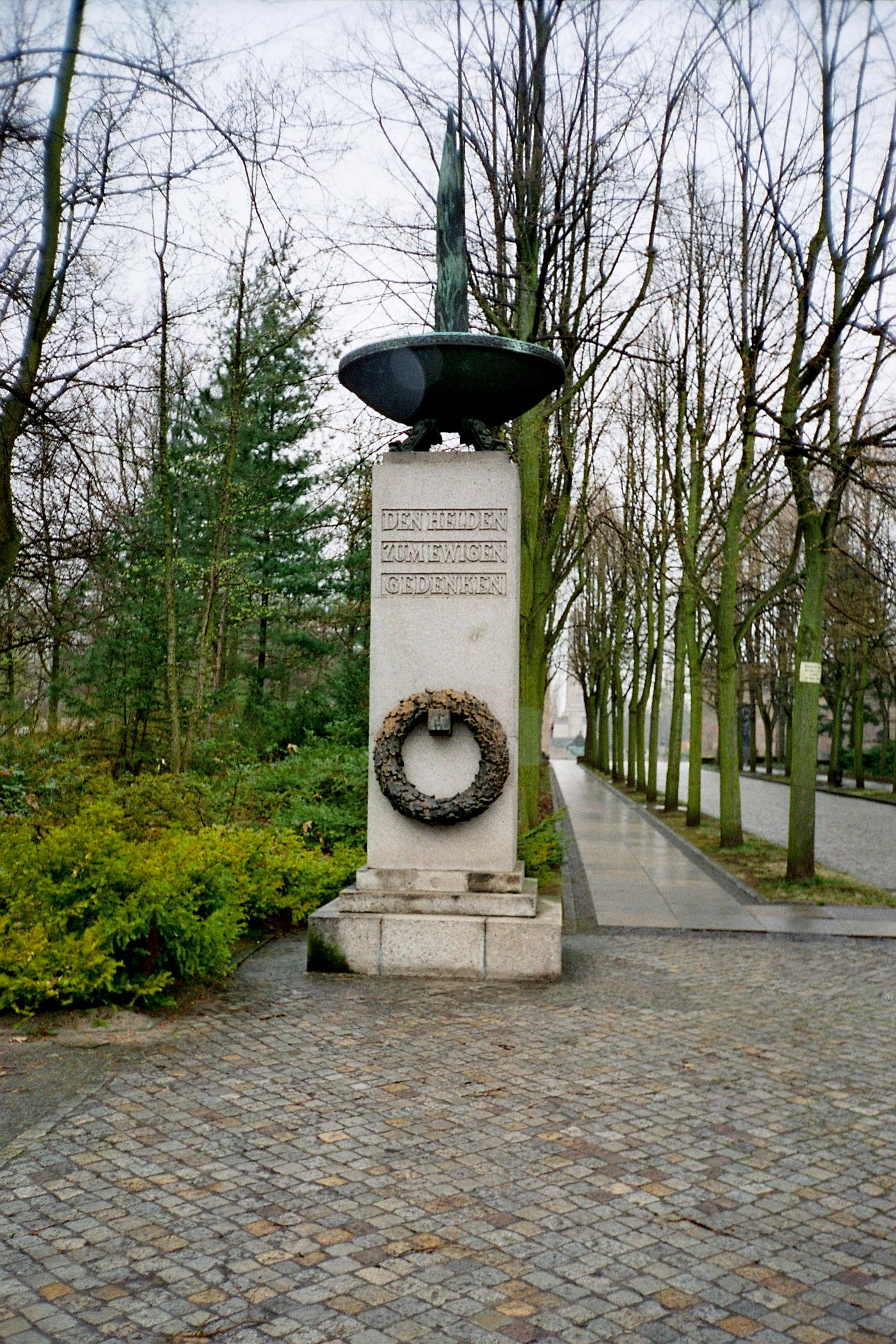
Dettaglio dall'ingresso principale al monumento. Il testo dice: "Alla memoria eterna degli eroi."
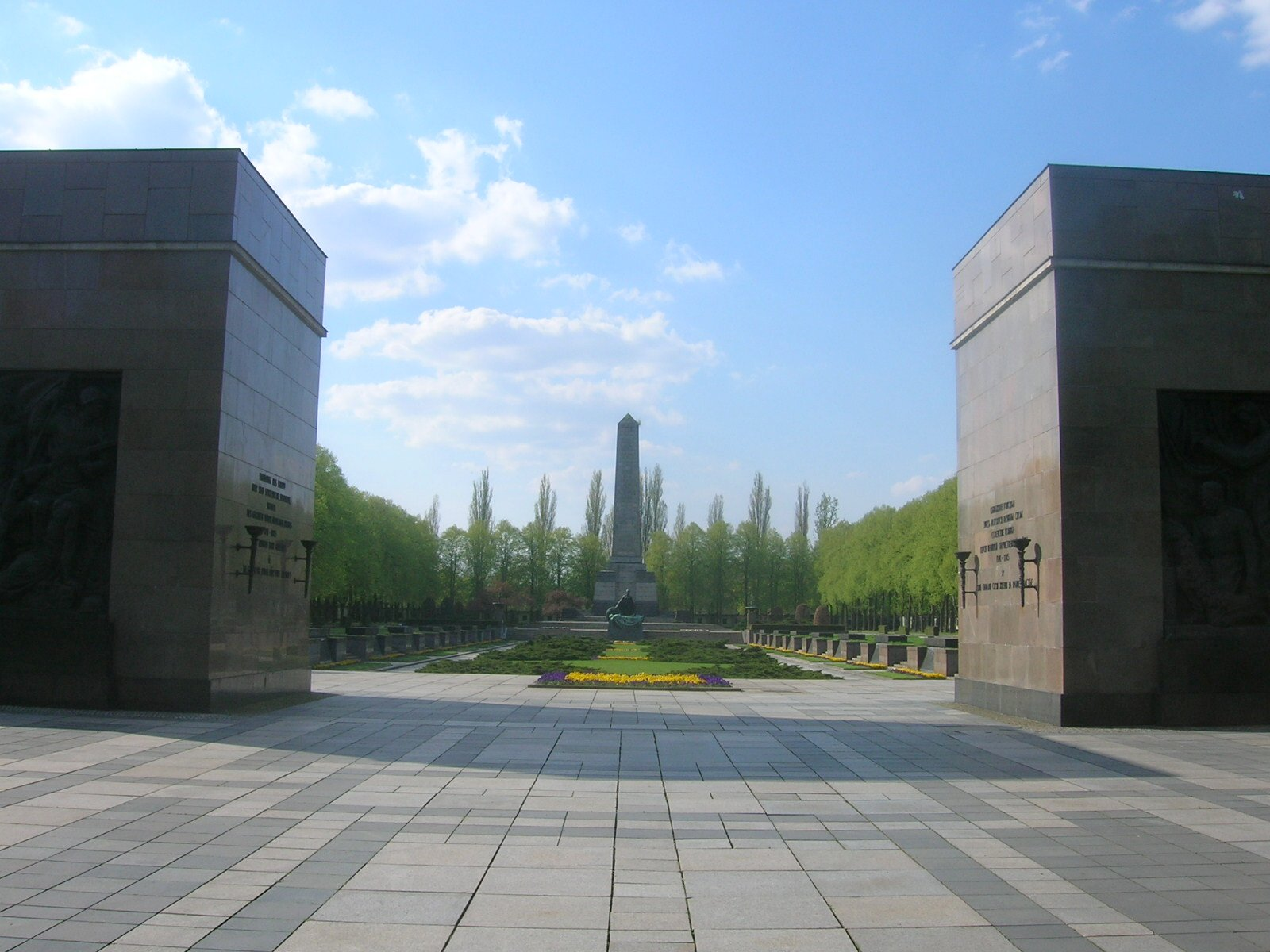
L'obelisco visto attraverso il portale principale
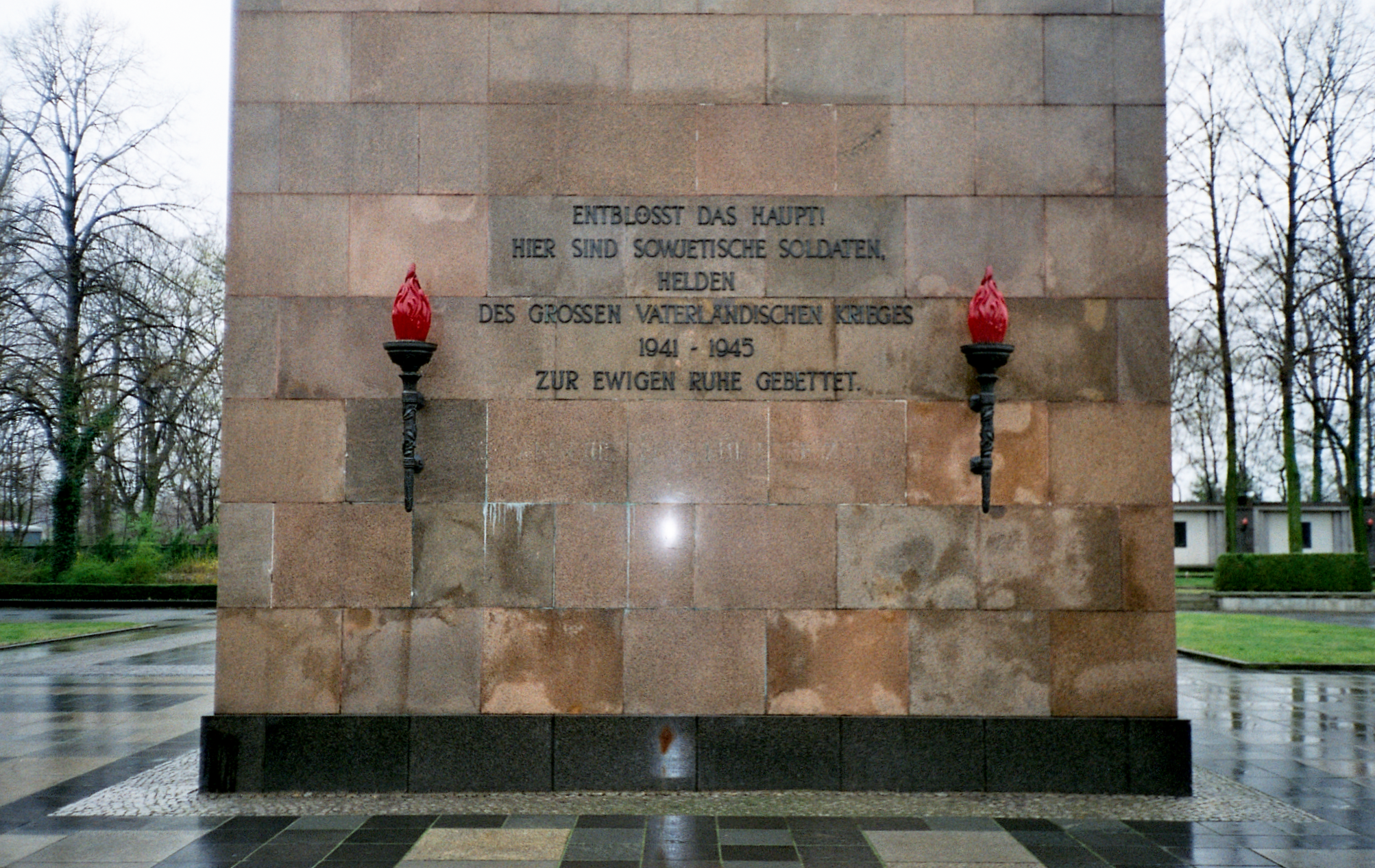
Lato sinistro dell'apertura nel cimitero. Il testo dice: "Scopriti la testa! Qui ci sono soldati sovietici, eroi della grande guerra del 1941-1945, messi a riposo eterno".
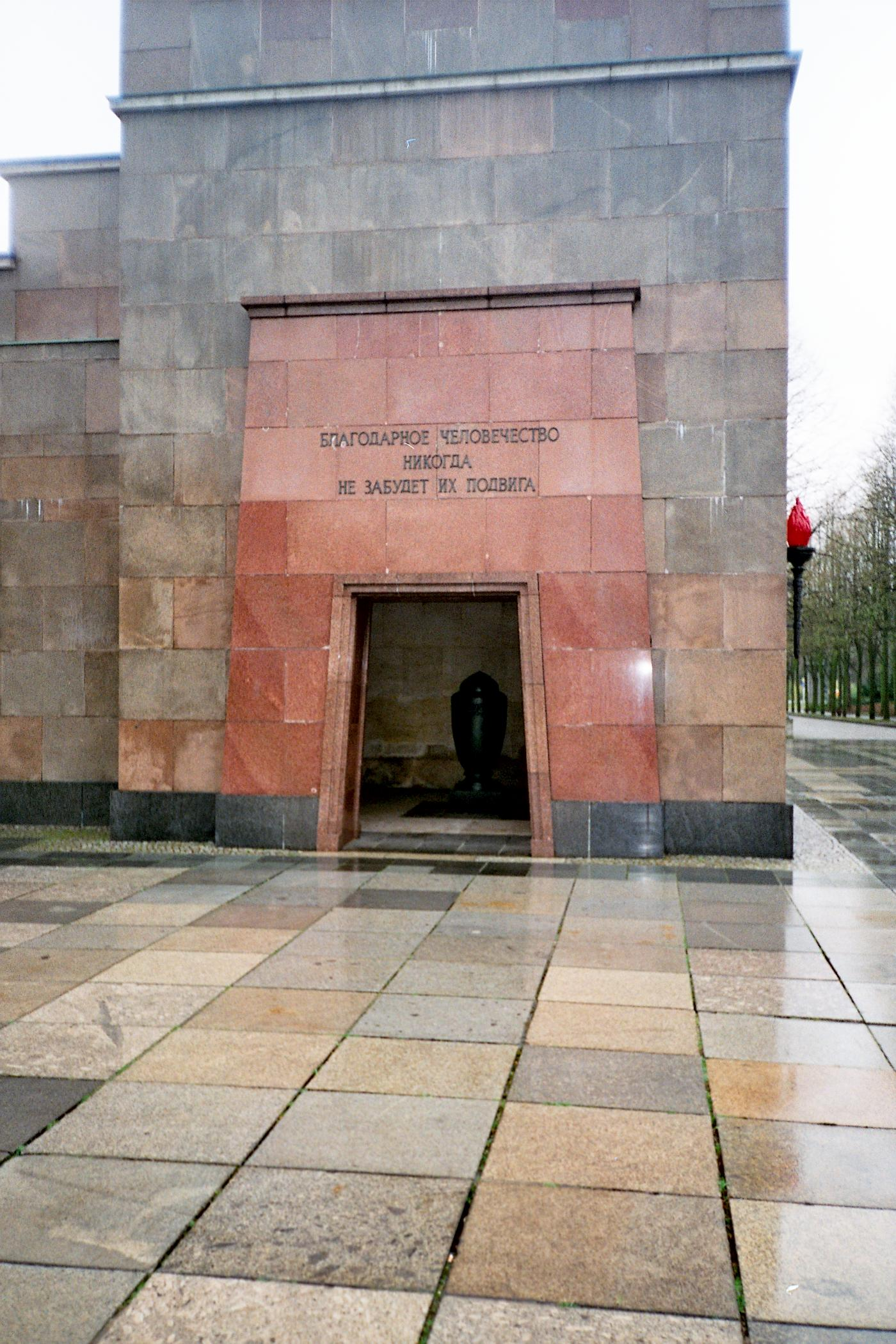
Lato destro del portale. Il testo dice: "Un'umanità riconoscente non dimentica mai le loro azioni coraggiose".
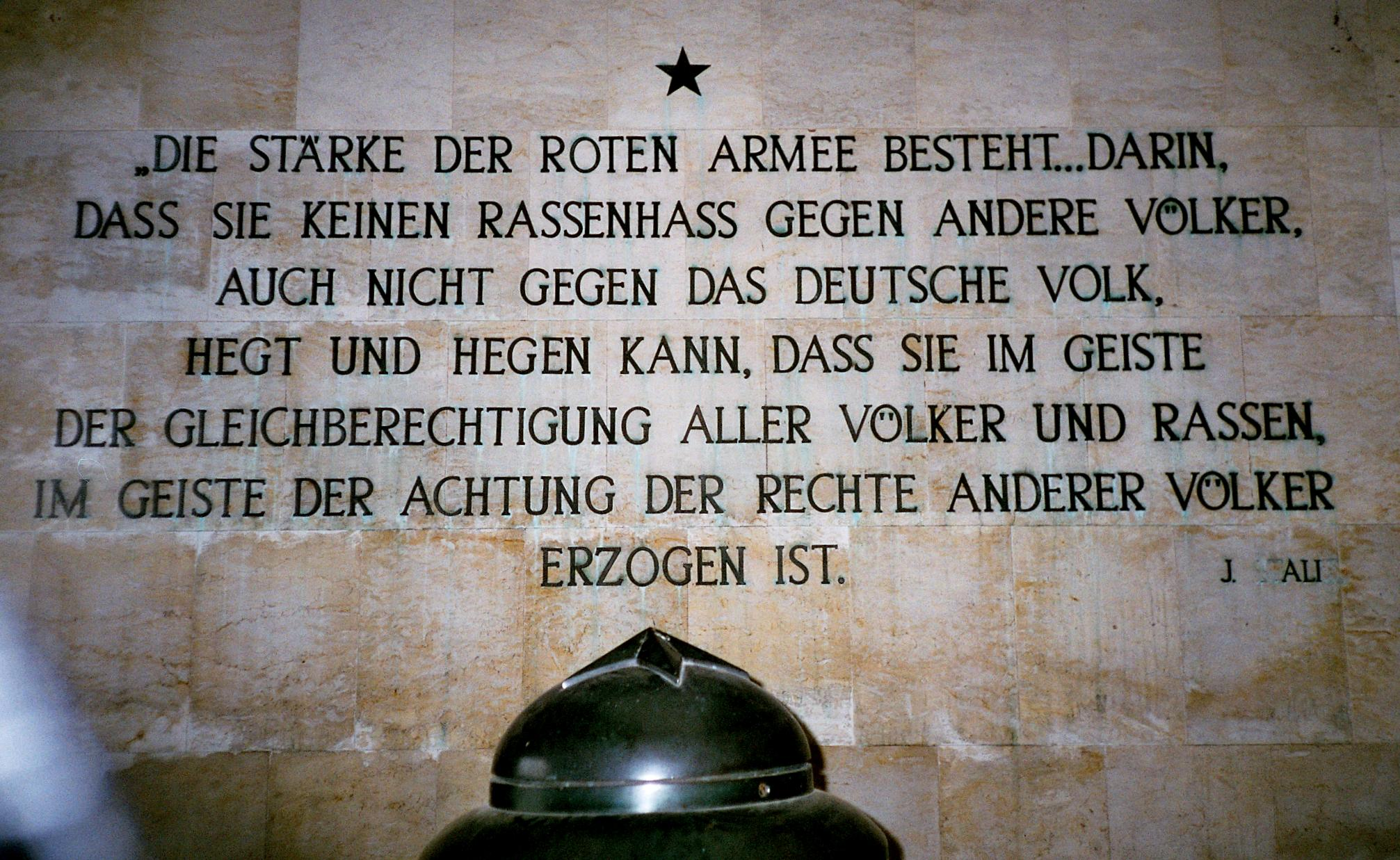
Una citazione di Stalin all'interno del portale. Il testo dice: "La forza dell'Armata Rossa risiede nel fatto che essa non nutre e non può nutrire alcun odio razziale contro altri popoli né verso il popolo tedesco; essa è educata nella convinzione dell'uguaglianza di tutti i popoli e razze, e nello spirito del rispetto dei diritti degli altri popoli.".
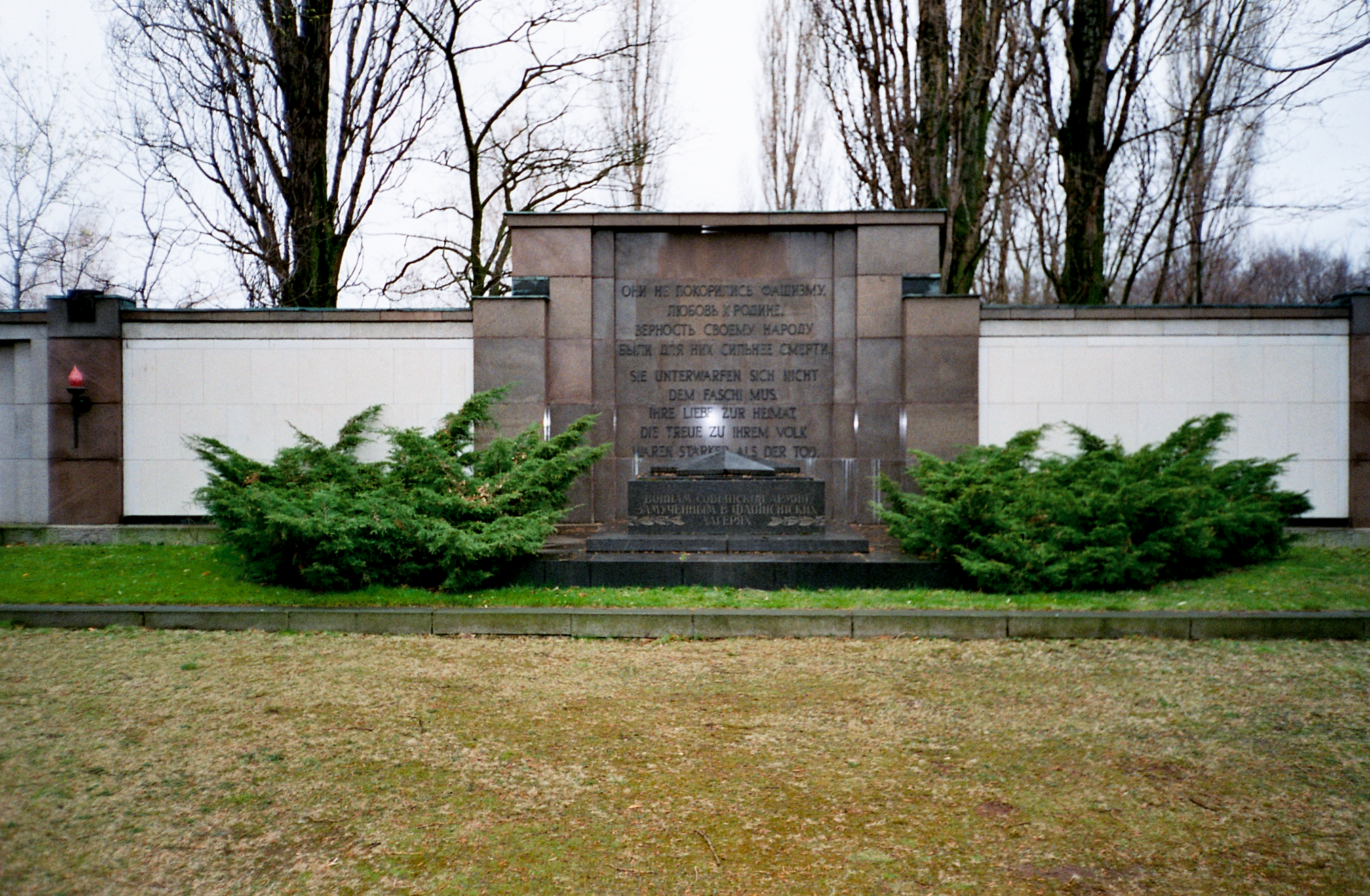
Una delle 100 tavole di bronzo. Il testo recita: "Non furono mai soggiogati dal fascismo. L'amore verso la loro patria e il loro popolo è stato più forte della morte".
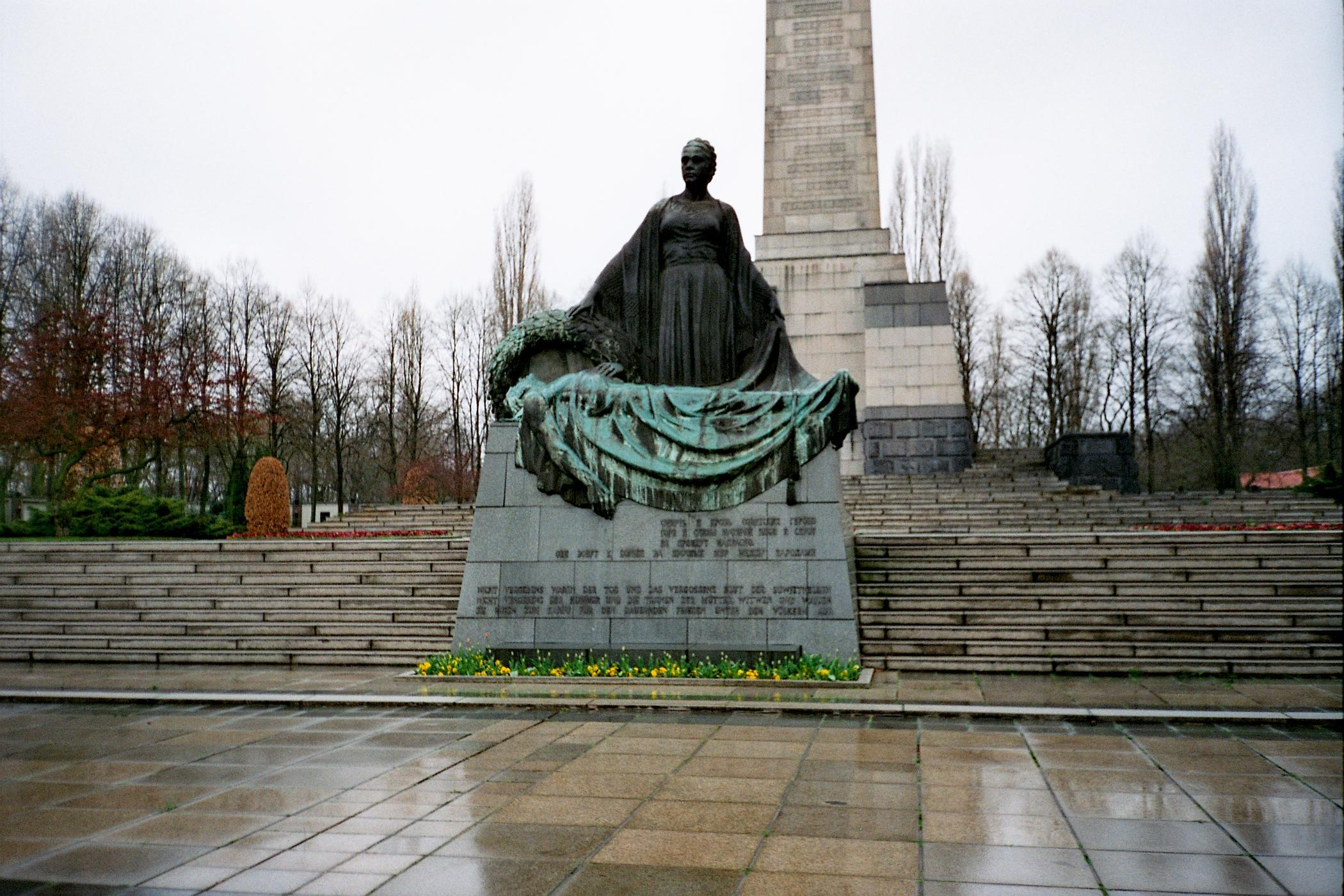
La statua della Madre
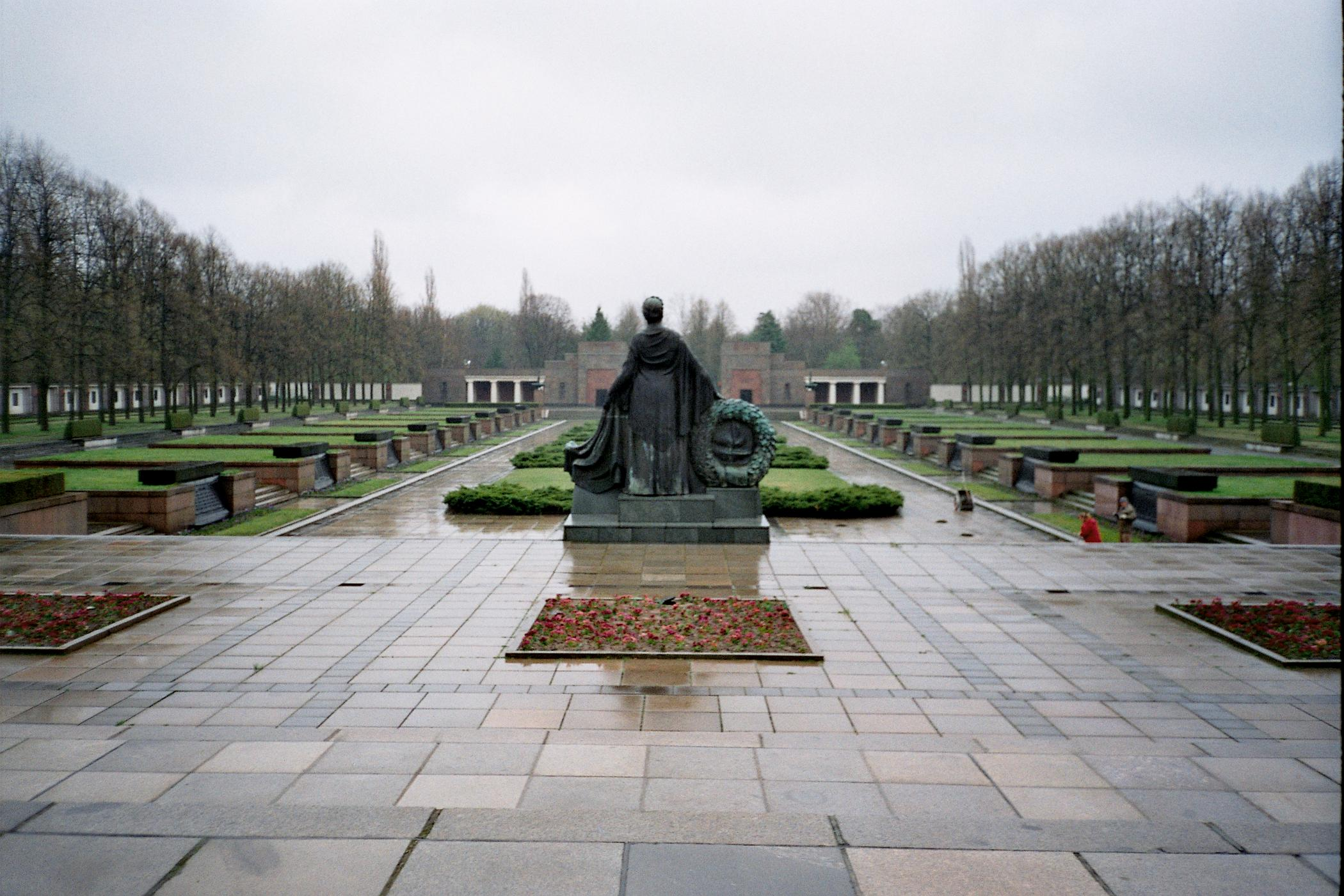
La statua della Madre vista da dietro
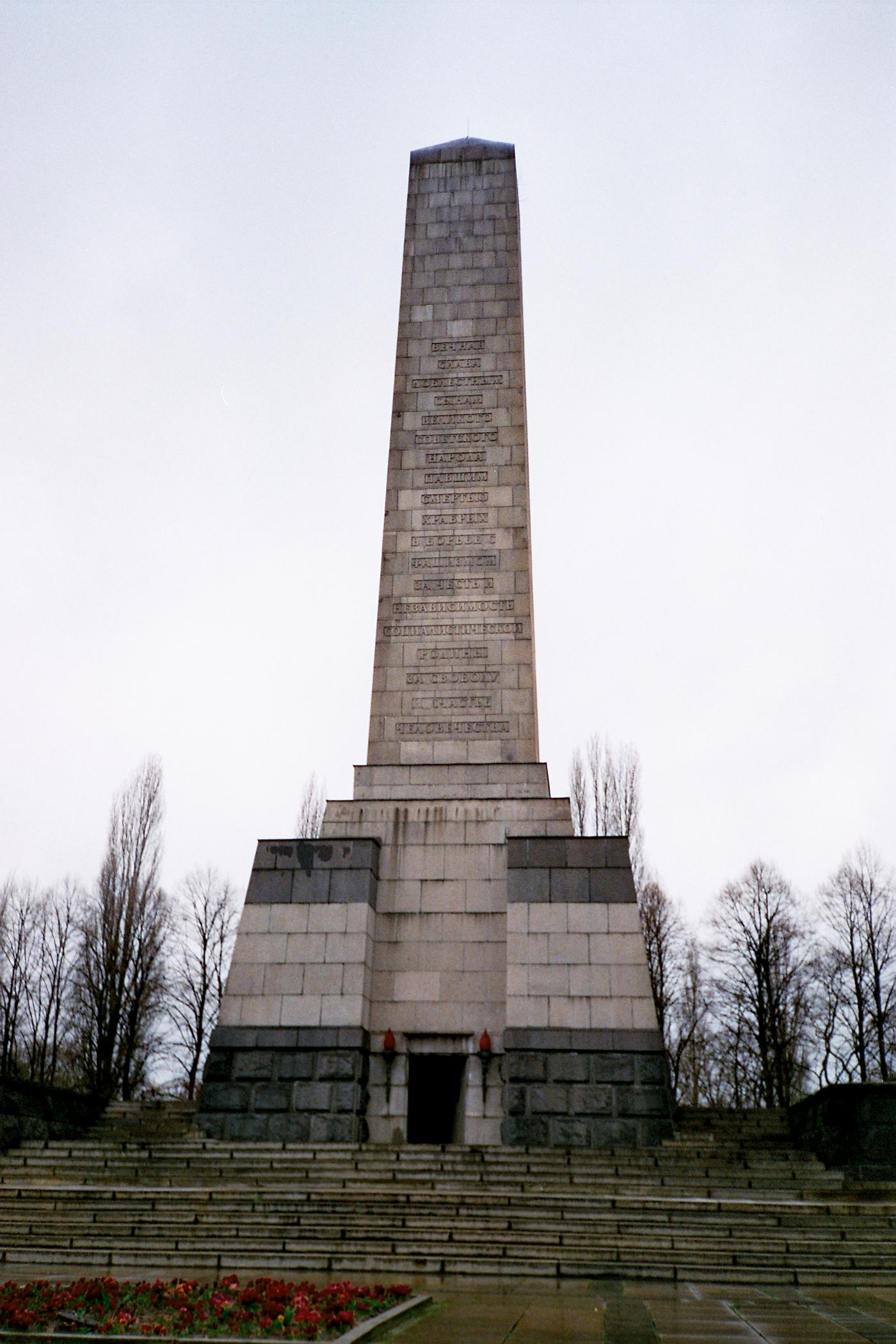
L'obelisco
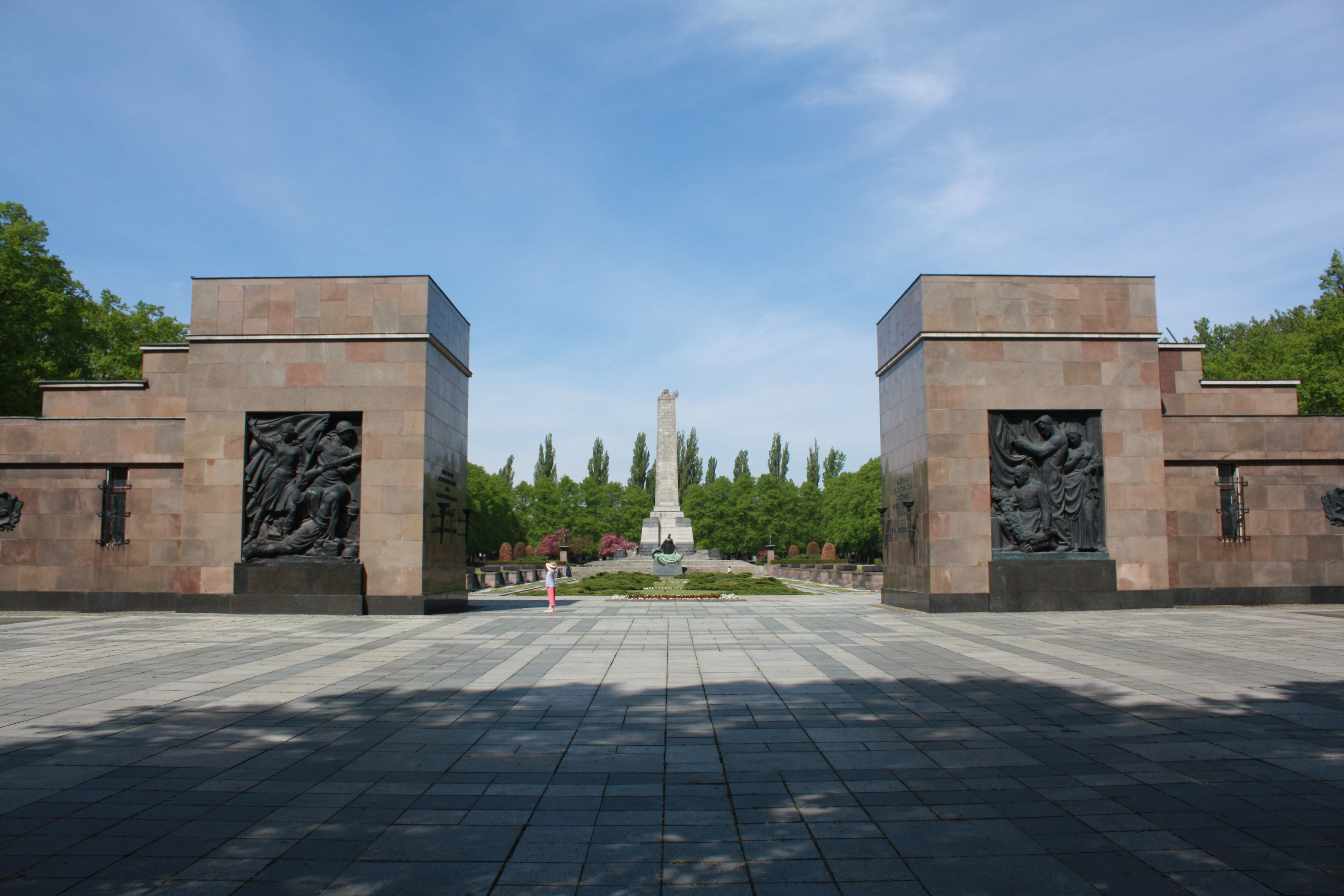
Portale principale
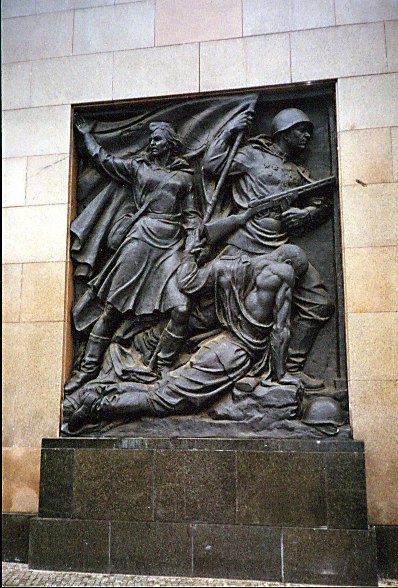
Dettaglio del lato sinistro del portale
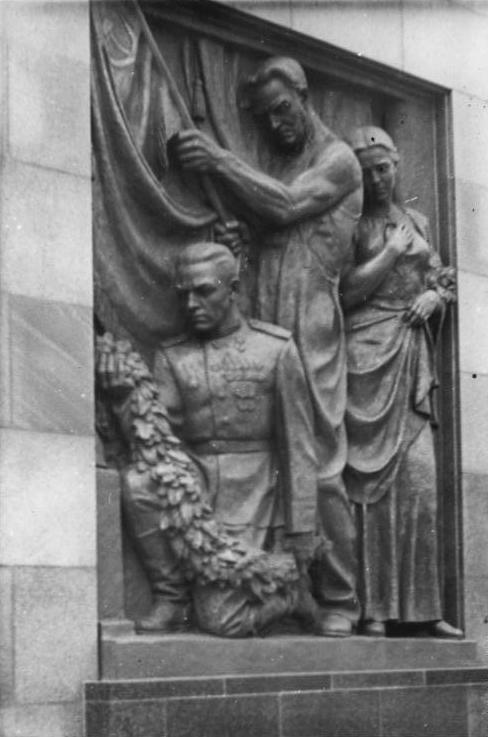
Dettaglio del lato destro del portale